# Scourfieldia cordiformis
Scourfieldia cordiformis là một loài tảo trong họ Chlamydomonadaceae, thuộc chi Scourfieldia.